# Tetragonia macroptera
Tetragonia macroptera är en isörtsväxtart som beskrevs av Ferdinand Albin Pax. Tetragonia macroptera ingår i släktet tetragonior, och familjen isörtsväxter. Inga underarter finns listade i Catalogue of Life.